# ГЕС Бумбуна
ГЕС Бумбуна – гідроелектростанція у Сьєрра-Леоне, споруджена на найбільшій річці країни Селі (бере початок у горах Лома та впадає в Атлантичний океан утворюючи естуарій Сьєрра-Леоне).
Спорудження станції почалось ще у 1975 році та тягнулось кілька десятиліть. Станом на 1997-й за проектом виконали біля 85% робіт, проте далі будівництво зупинилось через громадянську війну, що тривала з 1991 по 2002 роки. По її завершенні у 2005-му роботи відновились, а за чотири роки ГЕС нарешті ввели в експлуатацію.
Річку перекрили кам’яно-накидною греблею з бетонним облицюванням висотою 88 метрів та довжиною 400 метрів (товщина облицювання 4 метри), яка потребувала 2,5 млн м3 матеріалу (об’єм бетонних конструкцій – 150 тис м3). Вона утворила водосховище площею поверхні 21 км2 та об’ємом 410 млн.м3. У сховищі спорудили водозабірну вежу висотою 93 метри та діаметром 7,5 метрів, з якої через тунель під греблею діаметром 9 метрів та довжиною 0,6 км відбувається подача води на турбіни.
Пригреблевий машинний зал обладнаний двома гідрогрегатами з турбінами типу Френсіс потужністю по 25 МВт, що працюють при напорі від 47 до 80 метрів. Їх проектне виробництво має складати 315 млн.кВт-год електроенергії на рік. Втім, одразу після спорудження станція працювала з максимальною потужністю 35 МВт, причиною чого зокрема була нестача води у сховищі. При цьому на річці планується спорудити другу чергу комплексу, яка завдяки ще одному сховищу забезпечить накопичення додаткового ресурсу та надасть можливість ГЕС Бумбуна  працювати в повну силу.
Видача продукції відбувається по ЛЕП, що працює під напругою 161 кВ.